# David Sarnoff

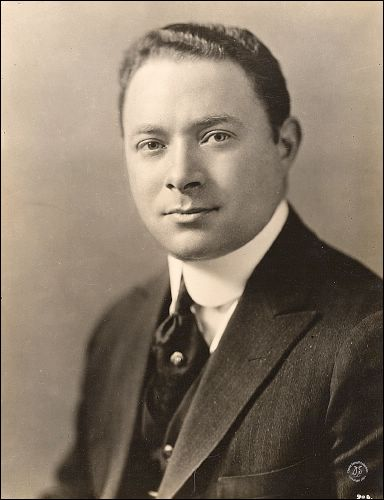
David Sarnoff (1922)

David Sarnoff (ros. Давид Сарнов, Dawid Sarnow; ur. 27 lutego 1891 w Uzlanach w powiecie ihumeńskim guberni mińskiej, zm. 12 grudnia 1971 w Nowym Jorku) – amerykański przedsiębiorca, jeden z najbardziej znaczących w sektorze mediów pierwszej połowy XX wieku. Pionier radia i telewizji w Stanach Zjednoczonych. Założyciel NBC, długoletni prezes Radio Corporation of America. Generał brygadier rezerwy w Signal Corps (wojska łączności) armii USA. Brał udział w stworzeniu Radia Wolna Europa.
Ukuł „prawo Sarnoffa”: wartość sieci telekomunikacyjnej (sieci i stacji radiowej, telewizyjnej, portalu internetowego itp.) jest proporcjonalna do liczby jej odbiorców (użytkowników).